# مركبات غذائية نباتية نشطة حيويا
المركبات الغذائية النباتية النشطة حيويًا، (وتعرف أيضًا بالمنشطات النباتية الحيوية أو المركبات النشطة حيويًا) هي عبارة عن مكونات أساسية غير ذاتية التغذية من فطر عيش الغراب المستساغ والنباتات الغذائية المفيدة لصحة من يتناول هذه الأطعمة.